# Mamatoco
Francisco Anastasio Pérez (1903 - Bogotá, 14 de julio de 1943), conocido como Mamatoco, fue un deportista, activista político, periodista y entrenador colombiano.
Su asesinato ha sido uno de los casos crímenes más famosos de la historia reciente de Colombia, llegando incluso a involucrar al presidente de la época y a su familia y siendo históricamente señalado como desencadenante de otros crímenes como el de Jorge Eliécer Gaitán, en 1948.

## Biografía
Francisco Anastasio Pérez nació en 1903 en la costa Atlántica colombiana, probablemente en el sector de Mamatoco, en Santa Marta (de allí vendría su apodo), lugar famoso porque fue uno de los pocos sitios durante la dominación española de Colombia, donde sus habitantes originarios opusieron una feroz resistencia a los españoles.

### Trayectoria deportiva
Es recordado su combate contra Trinity Bill Scott (David García), un cubano contra el que se enfrentó en el Teatro Olimpia de Bogotá, una noche de marzo de 1934. García años después se haría entrenador de defensa personal para la policía castrista, en los primeros años de la Revolución Cubana. La pelea se transmitió por la radio colombiana, con la victoria de Mamatoco sobre el cubano.
Dos años después del asesinato de "Mamatoco" el teatro Olimpia fue demolido y reinaugurado años después.

### Activismo político
Pérez se convirtió en feroz crítico de los gobiernos liberales de su época. En 1941 se involucró con el general de la Policía Eduardo Bonitto y presuntamente ambos idearon un golpe de Estado contra el presidente de la época, Eduardo Santos, pero el intento de golpe fue frustrado y Pérez fue encarcelado por varios meses. Días después el boxeador declararía:

"Yo soy un predestinado, que quiere redimir al pueblo de la coyunda de los oligarcas del dinero".

"Yo propongo luchar por el pueblo y para el pueblo".
Francisco "Mamatoco" Pérez, 1941

Las declaraciones le ganaron fama de fascista, y lo convirtieron en blanco del gobierno, que lo monitoreó desde entonces, llegando incluso a ser perseguido por el gobierno norteamericano de Franklin D. Roosevelt y el FBI, dirigido en ese momento por el agente John Edgar Hoover.
Esa mala fama se debía en parte a que se había convertido en periodista, revelando a través del pequeño periódico La Voz del Pueblo, la falta de condiciones dignas dentro de la Policía Nacional de Colombia, donde estuvo vinculado primero como agente de policía, y después como entrenador de otros policías (ya que como boxeador también tenía preparación física para ello). Sus investigaciones no solo iban encaminadas a envidenciar la corrupción dentro de su antigua institución, sino que además comenzó a ganar adeptos y a incomodar al gobierno, ya que Mamatoco estaba revelando presuntas irregularidades cometidas por sus funcionarios.
Hoover presentó un informe al gobierno colombiano donde acusaba a "Mamatoco" y otras personas, entre militares, jerarcas de la Iglesia Católica colombiana, periodistas, de estar planeando otro golpe de Estado, esta vez contra el nuevo presidente, Alfonso López Pumarejo. En el informe también se acusaba al Partido Conservador de recibir apoyo del Partido Nazi y de Adolf Hitler, para implantar un gobierno totalitario en Colombia.

## Asesinato
Pérez fue asesinado a los 40 años el 14 de julio de 1943, en el barrio La Magdalena, del sector de Teusaquillo, en el parque José Santos Chocano, víctima de puñaladas recibidas en la noche por desconocidos. En total recibió 19 puñaladas en la espalda, siendo un crimen muy sonado por su sevicia.
En un principio se pensó que se trataba de una riña callejera entre borrachos, siendo uno de esos el propio Pérez, pero la sevicia encontrada en su cuerpo permitíó descartar esa hipótesis, pese a que se manejó como la oficial, dado que Mamatoco era boxeador y por tanto se tenía como supuesto hombre violento y buscapleitos.
Se contrató para encargarse del caso al juez Enrique Vargas, con amplia experiencia en casos similiares, por lo que se acuñó el adagio popular colombiano de "Averíguelo Vargas" y que implica la resolución de un problema difícil para una persona común. Tiempo después el gobierno designó a otro juez, siendo este último quien condenó por el crimen de Mamatoco a los policías Santiago Silva, Oliverio Ayala Azuero y Rubén Bohórquez, después de haber obtenido una confesión de los 3 como autores del asesinato. Los policías se fugaron años después, durante los sucesos del Bogotazo.

### Cubrimiento deEl Siglo
El crimen causó tanto revuelo, que el periódico El Siglo, propiedad de Laureano Gómez y adepto al Partido Conservador comenzaron un amplio cubrimiento de la noticia. El cubrimiento del crimen por parte de un sector desfavorable del gobierno llevó a que se asociara al asesinato de "Mamatoco" con un crimen de estado, por varias versiones que se llegaron a considerar en la época de los hechos. De hecho el periódico dedicó durante una semana las portadas de sus ediciones al caso con el infame titular "¿Quien mató a Mamatoco?".
La muerte de Mamatoco le sirvió de pretexto a Gómez para atacar con ferocidad al gobierno de López. Fue precisamente por acusar al ministro de López, Alberto Lleras Camargo de manipular el expediente para favorecer al gobierno, que el periodista fue llevado a un centro de reclusión en 1944, pero luego de 72 horas fue dejado en libertad. Pese a ello, los seguidores de Gómez y del periódico El Siglo emprendieron desórdenes y protestas en la ciudad.